# Eleutherodactylus sulcatus
Eleutherodactylus sulcatus là một loài ếch trong họ Leptodactylidae.
Nó được tìm thấy ở Brasil, Colombia, Ecuador, Peru, và có thể cả Bolivia.
Môi trường sống tự nhiên của nó là các khu rừng đất thấp ẩm nhiệt đới và cận nhiệt đới.